# Вовэн

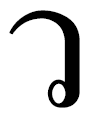

Вовэн (тайск. แหวน, вэн — «перстень») — во, 37-я буква тайского алфавита, может выступать в трёх ипостасях: как инициаль относится к аксонтамдиау (нижний класс, одиночные), как гласный звук в дифтонгах имеет название тваво и произносится как «у», как финаль относится к матре мекыу (финаль «в»). На клавиатуре соответствует клавише рус."Ж". В лаосском алфавите соответствует букве вови (веер).
Тонирование вовэн:
| Сиенг саман | Сиенг эк | Сиенг тхо | Сиенг три | Сиенг тьаттава |
| วอ          | หว่อ      | ว่อ        | ว้อ        | หวอ            |

Слова, начинающиеся на вовэн 2-го и 5-го тона, обозначаются с помощью нечитаемой предписной буквы хонам, поэтому в словаре располагаются в разделе буквы хохип.

## Тваво
- อัว — дифтонг уа (сара уа).

## Ваййакон (грамматика)
- Ва (วา) — побудительная частица.